# Srđan Pecelj
Srđan Pecelj (sinh ngày 12 tháng 3 năm 1975) là một cầu thủ bóng đá người Bosna và Hercegovina.

## Sự nghiệp câu lạc bộ
Srđan Pecelj đã từng chơi cho Shimizu S-Pulse.

## Thống kê câu lạc bộ

### J.League
| Đội             | Năm       | J.League | J.League | J.League Cup | J.League Cup | Tổng cộng | Tổng cộng |
| Đội             | Năm       | Trận     | Bàn      | Trận         | Bàn          | Trận      | Bàn       |
| --------------- | --------- | -------- | -------- | ------------ | ------------ | --------- | --------- |
| Shimizu S-Pulse | 2002      | 7        | 2        | 4            | 0            | 11        | 2         |
| Tổng cộng       | Tổng cộng | 7        | 2        | 4            | 0            | 11        | 2         |